# Antoni Sebastian Malkiewicz
Antoni Sebastian Malkiewicz ur. 14 stycznia 1858 w Krakowie, zm. 18 marca 1914 – dyrektor Banku Ziemskiego, działacz oświatowy.
Był synem Jacka, uczestnika powstania 1831 r. i kampanii węgierskiej 1848 r. pod dowództwem Józefa Bema, i Julii z Sikorskich. Ukończył Gimnazjum Św. Anny w Krakowie w 1878, studia prawnicze odbył na Uniwersytecie Jagiellońskim w 1. 1878/9 - 1882/3 i uzyskał 26 VII 1887 stopień doktora prawa. Po odbyciu aplikacji adwokackiej był dyrektorem Banku Ziemskiego i prezesem Towarzystwa Zaliczkowego w Krakowie. Właściwą treść jego życia stanowiła ponad trzydziestoletnia praca oświatowa. Zaprawą do niej była działalność oświatowa w czasie studiów uniwersyteckich w pracach Czytelni Akademickiej UJ. Gdy w r. 1882 powstało Krakowskie Towarzystwo Oświaty Ludowej, Malkiewicz stał się jednym z jego najczynniejszych działaczy. Był członkiem Zarządu Głównego w 1. 1883-1913; pełnił w nim w 1. 1885-94 funkcje skarbnika i bibliotekarza, a w 1. 1895-1911 funkcję drugiego wiceprezesa. Był lustratorem czytelni na terenie całej Galicji Zachodniej, członkiem Komisji gospodarczej i Komisji wydawnictw książek, dla której w r. 1887 opracował referat w sprawie doboru wydawnictw ludowych, ustalający zasady polityki zakupu książek przez Towarzystwo dla czytelń ludowych. Wraz z W. Dadlezem prowadził przez długie lata biuro Zarządu Głównego Towarzystwa. 
Żonaty w r. 1897 z Wandą z Markiewiczów, pozostawił dwoje dzieci: Tadeusza, profesora Akademii Górniczo-Hutniczej w Krakowie, i Marię Strzałkową, profesora UJ w zakresie literatur romańskich.